# Пил, Роберт Фрэнсис
Пил, Роберт Фрэнсис (англ. Robert Francis Peel; 30 мая 1874 — август 1924 года) — британский военный и политический деятель, губернатор острова Святой Елены.

## Биография
Роберт был сыном Фрэнсиса Пила и внуком сэра Роберта Пила, 1-го баронета. Родился 30 апреля 1874 года. Учился в школе Харроу. 2 февраля 1898 года Пил был назначен вторым лейтенантом Колдстримского гвардейского полка. 1 апреля 1899 года получил звание лейтенанта. Во время Второй англо-бурской войны служил в Южной Африке в 1-м батальоне Колдстримского полка. После окончания войны, в июле 1902 года его полк с большей славой вернулся в Британию. В 1909 году Роберт Фрэнсис Пил ушел в отставку. Занялся политикой, как и его предки поддерживал Консервативную партию. Стал в том же году членом парламента от города Вудбридж. С 1910 по 1920 год был членом парламента от города Суффолк. В 1920 году был назначен губернатором острова Святой Елены. Занимал этот пост до своей смерти в августе 1924 года.